# Araeotanypus boops
Araeotanypus boops is een keversoort uit de familie Hybosoridae. De wetenschappelijke naam van de soort werd in 1875 gepubliceerd door Charles Owen Waterhouse.
De diersoort komt voor in Zimbabwe.